# Più che puoi
Più che puoi è un brano musicale cantato da Eros Ramazzotti, che ne è anche autore insieme ad Adelio Cogliati e Cher (per il testo) e Antonio Galbiati (per la musica), pubblicato il 3 luglio 2001 come terzo singolo estratto dall'album Stilelibero.

## Descrizione
In questa canzone il cantante romano viene affiancato dalla cantante e attrice Cher. Raggiungerà il 20º posto in classifica nel 2001, e sarà inserito nel greatest hits di Ramazzotti, e² del 2007.

## Formazione
- Eros Ramazzotti - voce
- Cher - voce
- Paul Bushnell - basso
- John Robinson - batteria
- Ramon Stagnaro - chitarra
- Tim Pierce - chitarra, mandolino
- Charles Giudice - pianoforte, synth, programmazione
- Luis Conte - percussioni
- Gavyn Wright - violino

## Classifiche

### Classifiche settimanali
| Classifica (2001) | Posizione massima |
| ----------------- | ----------------- |
| Belgio (Fiandre)  | 54                |
| Belgio (Vallonia) | 14                |
| Francia           | 42                |
| Germania          | 61                |
| Italia            | 20                |
| Paesi Bassi       | 43                |
| Svizzera          | 17                |

### Classifiche di fine anno
| Classifica (2001) | Posizione |
| ----------------- | --------- |
| Belgio (Vallonia) | 73        |